# Goran Gavrančić
Goran Gavrančić (Beograd, 2. kolovoza 1978.) je srbijanski umirovljeni nogometaš, bivši reprezentativac, koji je igrao na poziciji obrane. 